# Leonard Bett
Leonard Kipkemoi Bett (né le 3 novembre 2000) est un athlète kényan, spécialiste du steeple.

## Biographie
Il détient le meilleur temps sur 2 000 m steeple en 2017 et remporte le titre lors des Championnats du monde jeunesse 2017 à Nairobi.
Le 11 juin 2018, il bat son record personnel sur 3 000 m steeple en 8 min 21 s 40 à Nairobi.
Il est battu par l'Ethiopien Takete Nigate en finale des Championnats du monde juniors 2018 à Tampere.
Le 18 août 2018, il termine 4e du Birmingham Grand Prix en battant son record personnel.

## Records
| Épreuve         | Performance   | Lieu       | Date         |
| --------------- | ------------- | ---------- | ------------ |
| 3 000 m steeple | 8 min 16 s 97 | Birmingham | 18 août 2018 |